# 스타빙 게임
《스타빙 게임》(영어: The Starving Games)은 2013년 공개된 미국의 영화로, 《헝거 게임 시리즈》의 패러디 작품이다.

## 출연

### 주연
- 메이애라 월시
- 브랜트 도허티
- 알렉산드리아 드베리

### 조연
- 코디 크리스티앙
- 닉 고메즈
- 다이드리흐 바더
- 로렌 보리스
- 애쉬튼 리
- 보 브라세우스
- 로스 윈가르덴
- 딘 J. 웨스트
- 마이클 하트슨
- 테오더스 크레인
- 크리스 마로이
- 테일러 머피
- 롭 스테인버그
- 브리트니 카보스키
- 글라렌 브라이언트 뱅크스
- 조단 살룸
- 트렌톤 로스테트
- 이안 캐슬베리
- 브라이언 맥클루어
- 앤디 보리스
- 숀 폴 브로드

## 기타
- 공동제작: 코리 베그너
- 협력프로듀서: 스콧 윌만
- 조감독: 앤 C. 샐저
- 사운드슈퍼바이저: 대런 워켄틴
- 미술: 윌리암 A. 엘리엇
- 시각효과: 케니 예이츠
- 분장: 코트니 레더
- 분장팀: 다릴 루카스
- 분장팀: 레미 사브바
- 의상: 마레사 리치마이어
- 배역: 조던 베스
- 배역: 로렌 배스
- 배역: 라이언 글로리오소
- 프로덕션매니저: 핼 올로프슨